# Steward Macpherson
Charles) Stewart Macpherson (Liverpool, 29 de març, 1865 - Londres, 27 de març, 1941), va ser un músic anglès d'origen escocès.
Stewart Macpherson va estudiar a la Royal Academy of Music de Londres. Va ser alumne del compositor Walter Macfarren. El 1887, es va incorporar al personal de la "RAM" i va ensenyar harmonia i composició. Va fundar l'Associació de Professors de Música l'any 1908, i en va ser president fins al 1923. De 1925 a 1927, va ser degà de la Facultat de Música de la Universitat de Londres. Entre els seus alumnes destacats hi havia el violinista John Waterhouse i la violinista i compositora Susan Spain-Dunk.
Macpherson va ser principalment un educador musical, i és recordat per llibres de text com "Practical Harmony" (1894), "Form in Music" (1908) i "Melody and Harmony" (1920) També compositor, pianista i director coral i orquestral en el seu anterior anys, Macpherson va escriure una Simfonia en Do (1880), una Missa en Re (1898) i un Concert a la fantasia per a violí i orquestra (1904). Macpherson va guanyar la Medalla Charles Lucas per a la composició el 1884. Va ser nomenat director de la "Westminster Orchestral Society" el 1885, càrrec on va romandre durant diversos anys.
Va morir a Londres el 27 de març de 1941, als 75 anys.

## Escrits
- Practical Harmony (1894)
- Practical Counterpoint (1900)
- The Rudiments of Music (1903)
- Questions and Exercises upon the Rudiments of Music (1907)
- Form in Music (1908)
- Music and its Appreciation (1910)
- The Appreciative Aspects of Music-Study (1910)
- Studies in Phrasing and Form (1911)
- Modern Ideas in the Teaching of Harmony (1912)
- Aural Culture based upon Musical Appreciation (1912–1921, amb Ernest Read)
- Ear-Training and the Teaching of the Minor Mode (1913)
- The Musical Education of the Child (1915)
- Melody and Harmony (1920)
- The Appreciation Class (1923)
- Studies in the Art of Counterpoint (1928)
- A Simple Introduction to the Principles of Tonality (1929)
- A Commentary on ... the Forty-Eight Preludes and Fugues (Das Wohltemperirte Klavier) of Johann Sebastian Bach (1934–1937)
- Cameos of Musical History (1937)